# Candeias do Jamari
Candeias do Jamari là một đô thị thuộc bang Rondônia, Brasil. Đô thị này có diện tích 6843,87 km², dân số năm 2007 là 16725 người, mật độ 2,44 người/km².